# Wilhelm Tell (film 1923)
Wilhelm Tell è un film muto del 1923 diretto da Rudolf Dworsky e Rudolf Walther-Fein.

## Produzione
Il film fu prodotto dalla Althoff-Ambos-Film, Berlin.

## Distribuzione
Distribuito dalla Aafa-Film AG, il film fu presentato alla Marmorhaus di Berlino il 23 agosto 1923.